# Ahmed Ammi
Pour les articles homonymes, voir Ammi (homonymie).
Ahmed Ammi est un ancien footballeur marocain, né le 19 janvier 1981 à Temsamane au Maroc. Il évolue comme arrière droit.

## Biographie
Le marocain Ahmed Ammi a grandi à Blerick dans la banlieue de Venlo, ville au sud-ouest du Pays-Bas.

## Palmarès
Néant